# Bromato de armonio

Bromato de Armonio es un espectáculo teatral de humor musical realizado por el conjunto de instrumentos informales Les Luthiers. Se estrenó el 13 de junio de 1996 en el Teatro Astengo, de Rosario, Argentina, y se representó por última vez el 3 de diciembre de 2002 en el Pabellón de Deportes, León, España.

## Programa
- «Para Elizabeth». Sonata a la carta
- «La princesa caprichosa». Pequeña serenata para grandes instrumentos
- «La Comisión, Parte I». Himnovaciones
- «La vida es hermosa». Disuacidio
- «La hija de Escipión». Fragmento de Ópera
- «La Comisión, Parte II». Himnovaciones
- «La redención del vampiro». Hematopeya
- «Educación Sexual Moderna». Cántico enclaustrado
- «La Comisión, Parte III». Himnovaciones
- «Quién mató a Tom McCofee». Música en serie
- «La Comisión, Parte IV». Himnovaciones

## Fuera de programa
- «Perdónala». Bolérolo

- Datos: Q4973581